# Рвање на Летњим олимпијским играма 2016.
Рвање на Летњим олимпијским играма 2016. одржано је у олимпијској дворани Кариока арена 2. Мушкарци су се такмичили у два стила, грчко-римском и слободно у укупно 12 категорија, 2 мање него четири године раније. Жене су се такмичиле у 6 категорија слободног стила што је за две више него 2012.

## Освајачи медаља

### Мушкарци - грчко-римски стил
| Категорија | Злато                       | Сребро                       | Бронза                          |  |  |  |
|            |                             |                              |                                 |  |  |  |
| 59 kg      | Исмаел Бореро · Куба        | Шинобу Ота · Јапан           | Елмурат Тасмурадов · Узбекистан |  |  |  |
| 59 kg      | Исмаел Бореро · Куба        | Шинобу Ота · Јапан           | Стиг-Андре Берге · Норвешка     |  |  |  |
| 66 kg      | Давор Штефанек · Србија     | Мигран Арутјуњан · Јерменија | Шмаги Болквадзе · Грузија       |  |  |  |
| 66 kg      | Давор Штефанек · Србија     | Мигран Арутјуњан · Јерменија | Расул Чунајев · Азербејџан      |  |  |  |
| 75 kg      | Роман Власов · Русија       | Марк Мадсен · Данска         | Ким Хјон-Ву · Јужна Кореја      |  |  |  |
| 75 kg      | Роман Власов · Русија       | Марк Мадсен · Данска         | Саид Абдвали · Иран             |  |  |  |
| 85 kg      | Давит Чакветадзе · Русија   | Жан Белењук · Украјина       | Џавид Хамзатов · Белорусија     |  |  |  |
| 85 kg      | Давит Чакветадзе · Русија   | Жан Белењук · Украјина       | Денис Кудла · Немачка           |  |  |  |
| 98 kg      | Артур Алексањан · Јерменија | Јасмани Луго · Куба          | Ченк Илдем · Турска             |  |  |  |
| 98 kg      | Артур Алексањан · Јерменија | Јасмани Луго · Куба          | Гасем Резај · Иран              |  |  |  |
| 130 kg     | Михаин Лопез · Куба         | Риза Кајалп · Турска         | Сабах Шариати · Азербејџан      |  |  |  |
| 130 kg     | Михаин Лопез · Куба         | Риза Кајалп · Турска         | Сергеј Семјонов · Русија        |  |  |  |

### Мушкарци - слободни стил
| Категорија | Злато                                    | Сребро                      | Бронза                                  |  |  |  |
|            |                                          |                             |                                         |  |  |  |
| 57 kg      | Владимир Хинчегашвили · Грузија          | Реј Хигучи · Јапан          | Гаџи Алијев · Азербејџан                |  |  |  |
| 57 kg      | Владимир Хинчегашвили · Грузија          | Реј Хигучи · Јапан          | Хасан Рахими · Иран                     |  |  |  |
| 65 kg      | Сослан Рамонов · Русија                  | Тогрул Асгаров · Азербејџан | Франк Чамисо · Италија                  |  |  |  |
| 65 kg      | Сослан Рамонов · Русија                  | Тогрул Асгаров · Азербејџан | Ихтиор Наврузов · Узбекистан            |  |  |  |
| 74 kg      | Хасан Јаздани · Иран                     | Аниуар Гедујев · Русија     | Џабраил Хасанов · Азербејџан            |  |  |  |
| 74 kg      | Хасан Јаздани · Иран                     | Аниуар Гедујев · Русија     | Сонер Демирташ · Турска                 |  |  |  |
| 86 kg      | Абдулрашид Садулајев · Русија            | Селим Јашар · Турска        | Шариф Шарифов · Азербејџан              |  |  |  |
| 86 kg      | Абдулрашид Садулајев · Русија            | Селим Јашар · Турска        | Џејден Кокс · Сједињене Америчке Државе |  |  |  |
| 97 kg      | Кајл Снајдер · Сједињене Америчке Државе | Хетаг Газјумов · Азербејџан | Алберт Саритов · Румунија               |  |  |  |
| 97 kg      | Кајл Снајдер · Сједињене Америчке Државе | Хетаг Газјумов · Азербејџан | Махомед Ибрахимов · Узбекистан          |  |  |  |
| 125 kg     | Таха Акгул · Турска                      | Комеил Гасеми · Иран        | Ирахим Саидов · Белорусија              |  |  |  |
| 125 kg     | Таха Акгул · Турска                      | Комеил Гасеми · Иран        | Гено Петриашвили · Грузија              |  |  |  |

### Жене - слободни стил
| Категорија | Злато                                     | Сребро                      | Бронза                          |  |  |  |
|            |                                           |                             |                                 |  |  |  |
| 48 kg      | Ери Тосака · Јапан                        | Марија Стадник · Азербејџан | Суен Јенан · Кина               |  |  |  |
| 48 kg      | Ери Тосака · Јапан                        | Марија Стадник · Азербејџан | Елица Јанкова · Бугарска        |  |  |  |
| 53 kg      | Хелен Марулис · Сједињене Америчке Државе | Саори Јошида · Јапан        | Наталија Синишин · Азербејџан   |  |  |  |
| 53 kg      | Хелен Марулис · Сједињене Америчке Државе | Саори Јошида · Јапан        | Софија Матсон · Шведска         |  |  |  |
| 58 kg      | Каори Ичо · Јапан                         | Валерија Коблова · Русија   | Марва Амри · Тунис              |  |  |  |
| 58 kg      | Каори Ичо · Јапан                         | Валерија Коблова · Русија   | Сакши Малик · Индија            |  |  |  |
| 63 kg      | Рисако Кавај · Јапан                      | Марија Мамашук · Белорусија | Јекатерина Ларионов · Казахстан |  |  |  |
| 63 kg      | Рисако Кавај · Јапан                      | Марија Мамашук · Белорусија | Моника Михалик · Пољска         |  |  |  |
| 69 kg      | Сара Дошо · Јапан                         | Наталија Воробјева · Русија | Елмира Сиздикова · Казахстан    |  |  |  |
| 69 kg      | Сара Дошо · Јапан                         | Наталија Воробјева · Русија | Џени Франсон · Шведска          |  |  |  |
| 75 kg      | Ерика Вибе · Канада                       | Гузел Мањурова · Казахстан  | Џанг Фенљу · Кина               |  |  |  |
| 75 kg      | Ерика Вибе · Канада                       | Гузел Мањурова · Казахстан  | Јекатерина Букина · Русија      |  |  |  |